# SV Heidingsfeld
Der SV Heidingsfeld 1919 ist ein Sportverein aus dem Würzburger Stadtteil Heidingsfeld. Neben Fußball verfügt der Verein über Abteilungen für Tennis, Damengymnastik und Nordic Walking.

## Geschichte
Der Verein wurde am 17. Februar 1919 in der Gaststätte Frankenbräukeller als Fußballverein gegründet. Zwei Monate später trug er in Lohr am Main das erste Spiel aus, das er mit 11:0 gewann. 1926 stieg der Verein erstmals in die unterfränkische Kreisliga auf. Während des Zweiten Weltkrieges kamen die sportlichen Aktivitäten zum Erliegen.
Am 27. Januar 1946 wurde aus verschiedenen Heidingsfelder Sportvereinen die Tuspo Würzburg-Heidingsfeld gebildet. Nach drei Jahren machten sich die Gründungsvereine dieses Großvereins, darunter der SV Heidingsfeld, jedoch wieder selbständig.
1954 gelang der Aufstieg des SV Heidingsfeld in die unterfränkische Bezirksliga, 1978 schaffte der Verein als Meister der Bezirksliga den Aufstieg in die Landesliga sowie 1985 unter Spielertrainer Werner Lorant in die Bayernliga. In diese Zeit fallen auch Teilnahmen am DFB-Pokal 1983/84 (2. Hauptrunde) und DFB-Pokal 1987/88 (1. Hauptrunde). Dem Abstieg aus der Bayernliga 1995 folgte im Jahr darauf auch der Abstieg aus der Landesliga.
In der Saison 2012/13 gewann der SV Heidingsfeld die Meisterschaft in der Kreisliga 1 Würzburg und stieg somit in die Bezirksliga Unterfranken West auf. 2017 stieg er wieder ab.

## TG 1861 Heidingsfeld

Bereich des „Bayer. Handballverbandes“ (BHV)

Neben dem SV gibt es auch die Turngemeinde Würzburg-Heidingsfeld von 1861 e. V., die 2011 ihr 150-jähriges Jubiläum feierte und neben Handball auch die Sportarten Volleyball, Leichtathletik, Tennis, Tischtennis, Badminton, Turnen, Ju-Jutsu, Kanu, Ski, Fitness und Wandern anbietet. Die Handballabteilung der TGWH tritt unter dem Namen TG 1861 Heidingsfeld auf.

### Handball
Die Handballabteilung der TGWH nimmt aktuell mit zwei Herrenmannschaften, einem Damenteam und zwei Nachwuchsmannschaften am Spielbetrieb des Bayerischen Handballverbandes (BHV) teil. Die TGH trägt ihre Heimspiele im TG Heidingsfeld Sportzentrum aus. Die 1. Herrenmannschaft und das 1. Damenteam spielen 2022/23 beide in der Bezirksoberliga Unterfranken. Größter Erfolg der Heidingsfelder Handballer war bisher neben dem Aufstieg in die viertklassige Handball-Bayernliga die Nordbayerische Vizemeisterschaft.

#### Erfolge
| - Aufstieg in die Bayernliga (4. Liga) 1989, 2019 - Nordbayerischer Vizemeister (4. Liga) 1979 - Aufstieg in die Verbandsliga (4. Liga) 1977 | - Nordbayerischer Landesligameister 1989, 2019 - Nordbayerischer Landesliga-Vizemeister 1987, 2017 - Aufstieg in die Nordbayerische Landesliga 2016, 2023 |